# Posthumanismus
Posthumanismus ist eine Philosophie, die darauf ausgerichtet ist, traditionelle Konzeptionen des Menschseins zu überwinden. Das Konzept des „Posthumanen“ – eine Überwindung des gegenwärtigen menschlichen Stadiums. Der Posthumanismus teilt einige Konzepte und Überlegungen mit der Denkrichtung des Transhumanismus, grenzt sich in seiner kritischen Ausprägung laut Rosi Braidotti aber auch vehement von dessen „hyperhumanistischem“ Menschenbild ab. Als solcher müsse er  „die Ausschlüsse und Asymmetrien herausarbeiten, die mit spezifischen materiell-diskursiven Konstitutionsprozessen einhergehen.“

## Überblick
Im Gegensatz zum klassischen Humanismus wird beim Posthumanismus die besondere Stellung des Menschen negiert und er als eine unter vielen gleichberechtigten natürlichen Spezies angesehen. Daraus wird u. a. geschlossen, dass der Mensch nicht das Recht habe, die Natur zu zerstören oder sich selbst als ethisch höherwertig zu betrachten. Die Einschränkungen und die Fehlbarkeit des Menschen werden verdeutlicht. Oftmals wird zwischen technologischem und kritischem Posthumanismus unterschieden: Während ersterer die rezente Entwicklungsstufe des Menschen mithilfe von Technologie zu überwinden gedenkt, geht es letzterem um die Überwindung des humanistischen Menschenbildes, wofür die Technologie nur eine untergeordnete Rolle spielt.
Es gibt keine eindeutige Klassifizierung posthumanistischer Theorien. Neben dem unten näher beleuchteten technischen und kritischen Posthumanismus gibt es nach Ansicht von einigen Experten auch noch den reaktiven, den analytischen und den spekulativen Posthumanismus; auch von einem posthumanistischen Humanismus ist manchmal die Rede. Auch der Neue Materialismus steht mit dem Kritischen Posthumanismus in Verbindung.

## Technologischer Posthumanismus
Die verschiedenen Strömungen des technologischen Posthumanismus vereint der Gedanke, dass eine künstliche Intelligenz (Singularität) den Menschen ablösen werde. Auch das Mind Uploading und die Überwindung des biologischen Körpers werden von den meisten technologischen Posthumanisten befürwortet.
Der Posthumanismus beschreibt ein Entwicklungszeitalter nach der Menschheit. Da dies naturgemäß in der Zukunft liegt, gibt es darüber zunächst nur Spekulationen und Thesen. Allerdings versucht der Posthumanismus auch eine Beschreibung des posthumanen Menschen als hypothetisches, zukünftiges Wesen, dessen Fähigkeiten die eines heutigen Menschen bei weitem übersteigen. Ein posthumanes Wesen kann also auch als Kreatur beschrieben werden, die durch eine Erweiterung der physischen und psychischen Fähigkeiten entsteht. Posthuman kann allerdings auch bedeuten, dass eine Einheit von menschlicher und künstlicher Intelligenz geschaffen wird und dass das menschliche Bewusstsein in einen fremden Körper transplantiert oder eine Computerstruktur hochgeladen wird. Beispiele dafür können eine Veränderung des menschlichen Organismus durch Nanotechnologie oder eine Kombination von Gentechnik, Psychopharmakologie, lebensverlängernde Maßnahmen, neurale Schnittstellen, bewusstseinserweiternde Drogen sowie tragbare oder implantierte Computertechnologie sein.

### Vergleich zum Transhumanismus
Ob der Transhumanismus als eine Spezialform des Posthumanismus angesehen werden sollte oder ob es sich um zwei unterschiedliche kulturelle Traditionen handelt, wurde in den Jahren 2009 und 2010 in einigen Artikeln und einer Sonderausgabe der Zeitschrift „Journal of Evolution and Technology“ erörtert. Im Rahmen dieser Diskussion hat sich herausgestellt, dass es Gründe gibt, davon auszugehen, dass Friedrich Nietzsche (1844–1900) sowohl als Ahnherr des Trans- als auch des Posthumanismus angesehen werden kann.
Allerdings hatte er Vorläufer wie Guy de Maupassant (1850–1893), der in seiner Novelle Der Horla in ähnlicher Weise sowohl die Unzulänglichkeiten des Menschen betonte, als auch auf ein Wesen, das ihn ersetzen werde, hinwies. Als primärer Unterschied zum Transhumanismus wird häufig die Zielsetzung angesehen. Während es beim Transhumanismus um eine Weiterentwicklung des Menschen geht, ist der Posthumanismus auf eine Überwindung von diesem aus, außerdem sind die meisten Texte des Transhumanismus tendenziell eher individualistisch, während im Posthumanismus ein größerer Fokus auf das Kollektive herrscht.

### Kritik
Der technologische Posthumanismus setzt sich laut Kritikern zu wenig mit relevanten politischen und vor allem ethischen Fragen auseinander, was auch eine häufige Kritik am Transhumanismus ist, auch andere Kritikpunkte teilen sich die beiden Denkrichtungen. Technologischer Trans- und Posthumanismus wurden in der Forschung für ihren Widerspruch zu naturwissenschaftlichen Erkenntnissen, manipulativer Argumentation, Diskriminierungen und ideologischen Zügen kritisiert.
Auch der Fokus auf einen vermeintlich unvermeidlichen Fortschritt mutet laut Kritikern wie eine „vulgär hegelianische Geschichtsphilosophie“ an, außerdem wird bekannten Vertretern wie Raymond Kurzweil vorgeworfen, dass sie bei der Prognose, wann es zu einer Singularität kommen wird, einen Induktionsfehlschluss begingen. Auch die teilweise religiöse Anmutung des Singularitätskonzepts wurde kritisiert.
Für Kritiker ist auch die radikale Trennung von Geist und Körper nicht ausreichend philosophisch belegt.

## Kritischer Posthumanismus
Beim kritischen Posthumanismus kann man eine viel größere Uneinigkeit der einzelnen Verfechter beobachten, es werden, je nach Definition, auch Personen zum Posthumanismus gezählt, die sich selbst keiner eindeutigen Denkschule zugehörig fühlen. Die Kritik am Humanismus variiert auch in ihrem Ausmaß und es sind nicht alle als Anti-Humanisten anzusehen, so findet Cary Wolfe viele Werte des Humanismus zwar gut, als Beispiel nennt er, dass Tiere nicht gequält werden sollen, jedoch kritisiert er, dass dies nur anthropozentrisch erklärt wird. Einige kritische Posthumanisten sehen im Anti-Humanismus dieselbe Subjektkonzeption wie im Humanismus und lehnen ihn daher ab, ein Beispiel dafür wäre Karen Barad. Am Transhumanismus kritisiert der kritische Posthumanismus vor allem, dass dieser den Anthropozentrismus des Humanismus ausblendet. In vielen posthumanistischen Texten, wie zum Beispiel denen von Donna Haraway, wird die Aufteilung von Wissen auf verschiedene akademische Disziplinen bemängelt, da es so etwas wie ein rein biologisches oder sonst nur einer Disziplin zugehöriges Wissen nicht gäbe.
Die Postmoderne und der Poststrukturalismus haben genau so wie der Feminismus (primär in Gestalt von Judith Butler) einen großen Einfluss auf den kritischen Posthumanismus, allerdings wird vor allem am Feminismus kritisiert, dass es diesem nicht möglich ist, den Humanismus endgültig zu überwinden, auch die meisten Vertreter der anderen Theorien scheitern, nach Ansicht der meisten kritischen Posthumanisten, daran, die Unterscheidung von Natur und Kultur zu beenden und auch die hohe Bedeutung der Sprache wird von vielen Vertretern kritisiert.
An der (philosophischen) Anthropologie wird ausgesetzt, dass diese sich auf essentialistische Definitionen des Menschen beruft, also Definitionen, bei denen es um eine besondere Eigenschaft geht, jedoch ist es laut Posthumanisten und anderen Philosophen unmöglich zu wissen, wie es sich anfühlt, ein anderes Wesen zu sein und somit ist es auch unmöglich zu wissen, ob dieses Wesen zum Beispiel über die Eigenschaft der Willensfreiheit verfügt. Auf Basis des Kritischen Posthumanismus und Neuen Materialismus werden neue nicht-anthropozentrische Ansätze in der Technikanthropologie entwickelt.
Es gibt Vertreter des Posthumanismus, die fordern, dass allen Tieren, manchmal sogar allen leidensfähigen Lebewesen der Subjektstatus anerkannt werden soll (siehe etwa Great Ape Project), kritisiert wird daran jedoch, dass nicht klar hervorgeht, welche Rechte und Pflichten damit einhergehen, außerdem müsse man dann auch wieder Kriterien definieren, nach denen etwas als Subjekt gilt oder nicht, welche – so einige Kritiker – auch wieder willkürlich wären.

## Science-Fiction
Im Bereich der Science-Fiction beschäftigen sich u. a. folgende Autoren (explizit oder implizit) in ihren Werken mit Posthumanität:
- Octavia E. Butler
- Iain Banks
- Philip K. Dick
- Cory Doctorow
- Greg Egan
- William Gibson
- Alban Nikolai Herbst: In Thetis. Anderswelt treten „Holomorfe“ auf – leiblich Gestalt gewordene Computerprogramme, die eigenes Bewusstsein und eigene Gefühle entwickelt haben
- Stanisław Lem: Sterntagebücher. Aus den Erinnerungen Ijon Tichys II, Kyberiade
- Richard Morgan
- Robert Reed
- Gene Roddenberry: Star Trek: Next Generation in der Auseinandersetzung der posthumanistischen Föderation mit den Borg, die als Transhumanisten bezeichnet werden können
- Bruce Sterling
- Dan Simmons
- Charles Stross

## Kunst
- Stelarc